# Евгероїк
Евгероїк - це засіб,  що здатен покращувати   розумову та фізичну працездатність при втомі або в умовах недосипання чи/або сприяє бадьорості при невисипані чи надмірній млявості та сонливості при ряді захворювань (нарколепсія, синдром обструктивного апноє у ві сні, синдром хронічної втоми).
Це відносно новий тип засобів, механізм дії яких не пов'язаний з амфетамінподібною дією. Цей термін використовувався непослідовно та різними способами в науковій літературі, або для позначення конкретно агентів, що сприяють неспанню типу модафінілу, або для позначення агентів, що сприяють неспанню, в цілому.  Він вперше був представлений у французькій літературі в 1987 році як новий клас препаратів стимуляторів чи модафініл-подібних препаратів, що сприяють пробудженню, і з метою відрізнити такі препарати від психостимуляторів .  Однак тоді термін «евгероїк» не отримав широкого поширення в літературі, а замість нього використовувся термін «агент, що сприяє неспанню» (і його варіації). Цим терміном позначали препарати як типу модафінілу, так інших агентів (наприклад, кофеїну пітолазанту). В останній час цей термін є загальновживаним для позначення засобів, що підвищують розумову працездатність в умовах недосипання чи/або сприяють бадьорості при невисипані чи надмірній сонливості (наприклад, при нарколепсії).
Основними представниками евгероїків є: модафінил, армодафінил, кофеїн, пітолізант.
Усі представники класу мають різний механізм дії, але їх всіх об'єднує відсутність прямого стимулюючого впливу на центральну нервовоу систему. Багато дрслідників вважають, що в основі евгероїчного впливу лежить здатність препаратів до покращення енергетичного чи нейро-пластичного обміну мозку, оскільки такі амінокислоти, як креатин, гістидин здатні навіть за умов одноразового застосування покращувати розумову працездатність та увагу при виконанні когнітивних тестів.
Відкриття нейронів, що сприяють неспанню , і нейропептидів орексину спонукало до термінологічного переходу від поняття «сприяння пильності» до «стимулювання неспання».